# 新華三集團

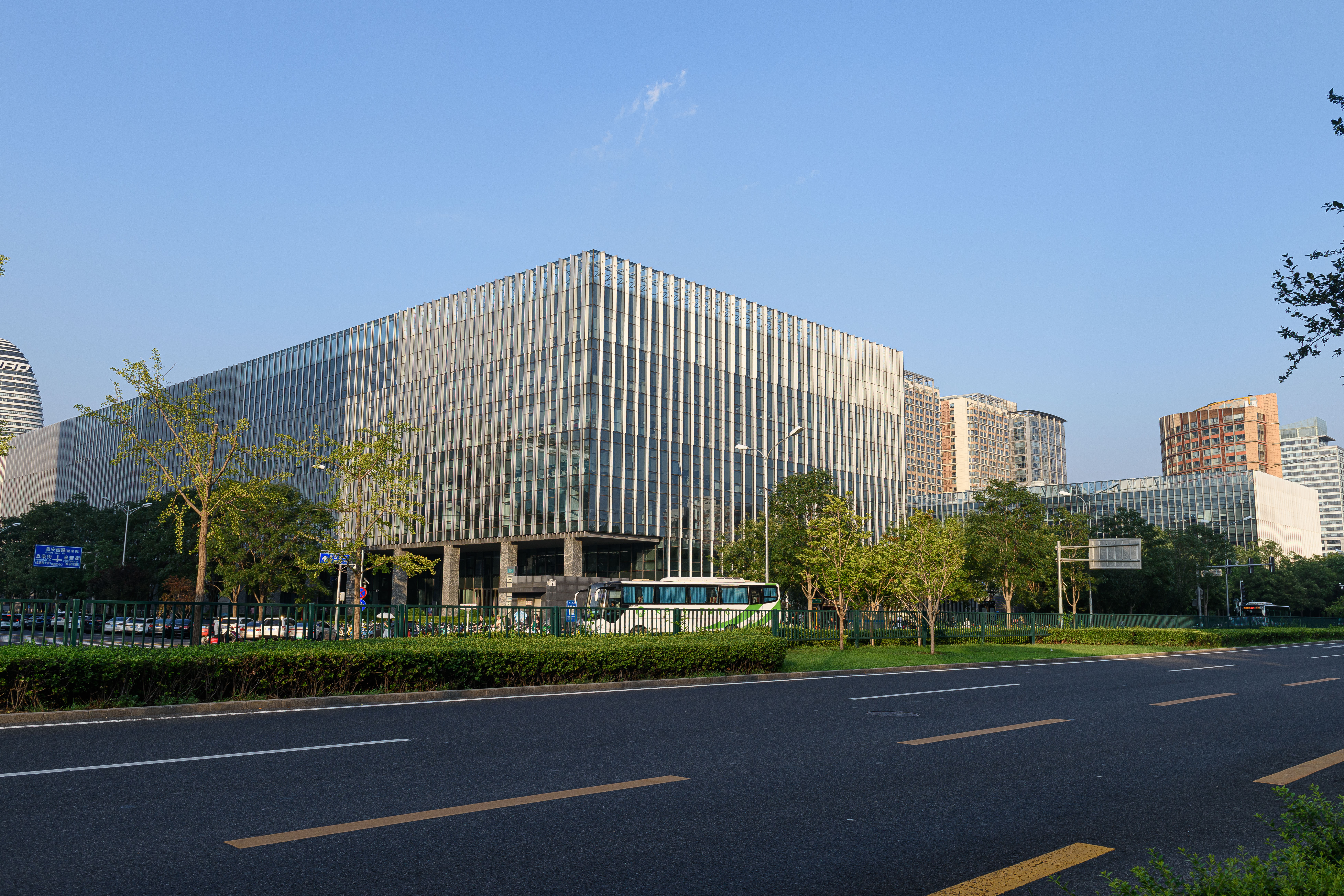
新华三北京总部位于望京利星行中心

新華三集團（H3C）是中華人民共和國一家網絡設備公司，主要产品包括路由器、交换机、无线等网络设备。該公司成立於2016年5月6日。總部位於北京和杭州。清华控股旗下紫光集团下属子公司紫光股份控股51%，慧与科技占股49%。
新華三集團前身为华三通信，是华为与3Com于2003年11月成立的合资公司，當時名為华为3Com，华为与3Com分别持股51%和49%。2006年，3Com收购了华三通信的全部股份。2007年4月，华为3Com更名为杭州华三通信技术有限公司（简称华三通信，H3C）。2009年，惠普收购3Com，华三通信也同时成为惠普的全资子公司。2015年5月21日，清华控股旗下紫光集团下属子公司紫光股份收购华三公司51%的股权。
2023年1月5日，慧與科技出售持有的新華三集團所有股權給清華控股旗下紫光集團下屬子公司紫光股份有限公司。

## 外部連結
- 官方网站